# 플라시도 도밍고
호세 플라시도 도밍고 엠빌(스페인어: José Plácido Domingo Embil, 1941년 1월 14일 ~ )는 스페인 마드리드에서 출생한 오페라 가수, 성악가이자 지휘자이다. 1959년 멕시코 시티의 국립 가극장에서 데뷔했다. 1961년 몬테레이에서 연기하는 《라 트라비아타》의 알프레도 역이 본격적인 첫 주연이다. 1968년 프랑코 코렐리의 대역으로 《아드리아나 르쿠브뢰르》의 마우리치오 역을 맡아 뉴욕 메트로폴리탄 무대에 데뷔했다. 루치아노 파바로티, 호세 카레라스와 함께 The three tenors(3대 테너)라 불렸다.

## 약력
스페인 마드리드에서 태어났고, 양친은 모두 스페인 민속 오페라인 사르수엘라(Zarzuela) 극단에서 활동하던 가수였다. 여덟 살 때 부모를 따라 멕시코로 이주하였으며, 그 곳에서 성장했다. 멕시코시티 음악원에서 피아노와 지휘를 전공했지만, 이후 성악으로 전공을 바꾸어 부모처럼 사르수엘라 극단의 가수로 활동하기 시작했다. 1961년 멕시코시티 오페라극장에서 바리톤으로 공식 데뷔했고, 이후 성역을 끌어올려 베르디의 오페라 《라 트라비아타》에서 남주인공인 알프레도 역으로 출연하면서 테너로 전향하여 활동하기 시작했다. 1962년에서 1965년 동안에는 이스라엘 국립오페라단에서 활약하다가 1968년 뉴욕 메트로폴리탄 오페라극장에서 프랑코 코렐리의 대역을 훌륭히 소화하여 일약 세계적인 스타가 되었다. 이후 세계 각지의 오페라 극장 무대를 석권했고, 도이체 그라모폰이나 데카, RCA 등 세계 유수의 클래식 레이블들에서 음반을 발매하며 엄청난 존재감을 과시하기 시작했다.
2009년 메트로폴리탄 극장에서 바리톤으로 회귀하여 시몬 보카네그라의 타이틀 롤로 재데뷔했다. 시몬 역을 맡는 도중에 직장암으로 고생하기도 했지만, 2010년 봄에 수술을 받은 뒤 완쾌되었고, 현재 오페라 무대와 콘서트에서 다시 활동 중이다. 수술 후에는 무대 출연을 자제하는 편이라지만, 전보다 약간 줄었을 뿐 아직도 꾸준히 활동 중이다. 특히 일반적인 성악가들은 좋은 기량을 보여주기 어렵다고 생각하는 고희를 훌쩍 넘긴 나이에도 은퇴는커녕 여전히 현역으로 뛰는 수준을 넘어서서, 잊혀진 작품이나 초연작, 바리톤 배역에 출연하는 등 아직도 새로운 배역을 맡으며 레퍼토리를 넓히고 있는 노익장을 발휘 중이고, 물론 전성기 만큼은 아니지만 여전한 가창을 보여주고 있다. 2013년 7월에도 색전증으로 입원하였으나, 퇴원하자마자 원래 잡혀있던 페스티벌 일정을 모두 소화하는 강철 체력을 보여주고 있다. 다만 현재는 아무래도 건강 때문인지 타이틀 롤 보다는 조연 역할로 출연하는 경우가 많다. (덕분에 레퍼토리는 더 넓어진다. 공식적으로 확인할 수는 없지만 인류 역사상 평생 가장 많은 배역을 맡은 오페라 가수가 확실할 거라는 얘기도 들린다.)

## 평가
원래는 루치아노 파바로티, 호세 카레라스와 더불어서 세계 3대 테너로 불렸지만, 파바로티 사후 현존하는 세계 최고의 테너다. 옥스퍼드 대학교 명예 박사학위를 비롯한 수많은 학위와 미국의 자유의 훈장, 프랑스의 레종 도뇌르 훈장 등 온갖 상훈, 영국의 명예 기사작위까지도 있다. 물론 이런 영예는 도밍고 뿐만 아니라 파바로티와 카레라스 역시 휩쓸었지만 말이다. 파바로티와 비교하여 목소릴 분류하자면 그는 리릭 테너보다 좀 더 무거운 성질인 스핀토 테너라 할 수 있겠지만, 그렇게만 한정하기에는 리리코와 드라마티코의 배역에도 잘 어울리는 음성을 가지고 있다. 성악가들의 가장 큰 숙제 중 하나인 언어의 장벽도 거의 없어서 모국어인 스페인어 레퍼토리는 물론 이탈리아어, 프랑스어, 독일어, 영어, 러시아어 등등 엄청나게 폭 넓은 언어로 된 오페라 배역들을 소화해낸다. 심지어 이들 언어로 어느 정도 회화까지 가능한 수준이라고. 학생 시절에 이런저런 연극 무대에 단역으로 출연한 경험도 있어서 연기력도 상당히 뛰어나며, 대사와 음악을 빨리 외우는 능력 또한 갖춰 레퍼토리 확장에 큰 도움이 되었다고 한다. 쉬지 않고 연구하는 그의 열정이 도밍고가 가진 최고의 무기라고 할 수 있다.
원래 바리톤 출신이었기 때문에 바리톤 배역을 부른 적도 있다. 대표적인 것은 본인이 피가로역을 맡은 세비야의 이발사.[5] 다만 바리톤으로 시작해 테너 성부로 음역대를 끌어올린 탓에, 파바로티처럼 투명하고 파워풀한 고음을 내지는 못한다. 물론 도밍고만 못 내는 게 아니긴 하지만 말이다. 어쨌거나 안티들의 경우에는 테너이면서도 커리어의 대부분에 걸쳐 높은 도(Do)를 내지 않았던 도밍고의 약점을 희화화시켜 'Mingo'라고 부르기도 한다. 쉽게 말해 '도'밍고에서 '도'를 뺀 거다. 대신 그 약점을 잘 생긴 외모와 세련된 목소리, '쓰리 테너' 중 가장 다양한 레퍼토리와 뛰어난 연기력으로 손쉽게 커버해낸다. 외모와는 달리 상당한 학구파로 유명하다. 음대에서 피아노와 지휘를 전공했던 탓에 이 분야들에서도 나름대로의 능력을 가지고 있음을 보여주는데, 특히 지휘 쪽에서는 자신의 장기인 오페라 뿐 아니라 관현악 작품들에도 손을 대고 있는 중이다. 오페라 가수로선 매우 한정된 레퍼토리만 반복적으로 소화했던 파바로티와는 달리 끊임없이 새로운 배역에 도전해 현재 126개의 배역을 소화한 기네스북 기록을 가지고 있기도 하다. 그 중 몇 개는 바리톤 배역이다.
새로운 레퍼토리 도전과 관련해 특히 커리어 후기에 접어들어서 바그너 테너 역에 도전한 것이 눈에 띈다. 처음에는 로엔그린 등 다소 가벼운 역부터 시작했지만 종국에는 트리스탄이나 지크프리트 같은 정통 헬덴 테너의 배역까지 소화했다. 때마침 90년대 바그너 가수 기근 현상과도 맞물려 이 분야에서도 일정 수준 이상의 성과를 이루어냈다. 바그너 음악의 성지인 바이로이트에도 진출해서 꽤 오랫동안 활동하기도 했다. 음악 역사상으로도 이탈리아 오페라와 바그너 오페라 양쪽에 정통한 거의 유일한 테너라 할 수 있다. 대표적으로 로엔그린 실황 영상물이 추천할 만하다. 목소리 뿐만 아니라 외모도 상당히 잘 생겼기 때문에 극장용 또는 비디오용 오페라 영상 주역을 자주 맡았다. 지금껏 도밍고가 출연한 오페라 영상물은 50여개에 달한다고 한다. 가히 오페라 영화의 제왕이라 해도 과언이 아닐 것이다. 헤르베르트 폰 카라얀이 지휘한 푸치니의 오페라 나비부인에선 음반에서는 파바로티가 캐스팅 됐었지만, 음반 녹음 직후에 진행된 영상물에서는 도밍고가 기용되었다. 파바로티와 도밍고 이외의 다른 배역은 다 동일하다.

## 트리비아
한 때 루치아노 파바로티와는 서로 경쟁 관계에 있었다. '쓰리 테너 콘서트' 이전까지만 해도 그리 살가운 사이는 아니었던 모양이다. 오페라와 성악은 물론이며 일반 대중가요까지도 폭 넓게 불러왔으며, 존 덴버와 같이 불러 유명한 Perhaps Love, 모린 맥기번과 같이 부른 A Love until the end of time 등등 팝송을 담은 크로스오버 앨범들도 많이 내놓았다. 파바로티가 유명 가수들을 섭외해 진행한 자선 공연 시리즈인 '파바로티와 친구들' 을 벤치마킹 했는지, 1992년부터 2000년까지 여러 분야에서 활동하는 유명 가수들을 불러모아 오스트리아의 수도 빈에서 빈 교향악단의 반주로 크리스마스 대중 콘서트를 개최하고 그 실황으로 라이브 앨범을 발매해 짭짤한 수익을 올리기도 하였다. 마드리디스타이기도 하다. 레알 마드리드 홈 경기 오프닝도 도밍고가 불렀다. 테니스 선수 라파엘 나달, 비센테 델 보스케 감독 등과 더불어 2012년 레알 마드리드의 명예 회원으로 임명되었다.
성악가로서의 전성기에도 콘서트에서 직접 지휘를 하기도 했으며 "나이가 들어서 더 이상 성악을 하기 힘들어지면 지휘자로 먹고 살겠다" 라고 말하고 다녔는데, 실제로도 나이가 들면서 점점 지휘자로서의 활동이 많아지고 있다. 다만 아직 성악가로서도 은퇴는 하지 않은 듯 보인다. 사생활도 첫 번째 결혼에 실패한 이후에는 마르타와 30년 이상을 탈 없이 잘 지내고 있다. 아들 중 플라시도 도밍고 주니어는 싱어송라이터와 프로듀서로 활동하고 있고, 아버지가 개최한 크리스마스 콘서트를 비롯한 무대에서 자작 가요들을 내놓은 바 있다. 1990년대 초반에는 자신의 이름을 딴 국제 성악 콩쿨을 만들어 계속해서 성악 인재들을 발굴하고 있기도 하다.
또한 그리운 금강산의 한국어 발음이 한국인 성악가보다 정확했다는 풍문이 있다.

## 서훈
- 2002년 영국 명예 대영 제국 훈장 2등급(honorary KBE, 외국인대상 정원외 명예훈장)
- 2002년 프랑스 레지옹 도뇌르 훈장 코망되르